# Diaea insecta
Diaea insecta là một loài nhện trong họ Thomisidae.
Loài này thuộc chi Diaea. Diaea insecta được Ludwig Carl Christian Koch miêu tả năm 1875.